# Dierna multistrigaria
Dierna multistrigaria är en fjärilsart som beskrevs av Moore 1882. Dierna multistrigaria ingår i släktet Dierna och familjen nattflyn. Inga underarter finns listade i Catalogue of Life.